# Hong Kong - håbets havn
|  | Denne artikel er oprettet af botten Steenthbot ud fra en ekstern database. Den kan derfor have sproglige fejl eller mangler. Denne skabelon kan fjernes efter kontrol af indholdet. |

Hong Kong - håbets havn er en dansk dokumentarfilm fra 1980 instrueret af Ib Makwarth.

## Handling
Hong Kong, Storbritanniens kronkoloni på grænsen til Kina, har 5 mio. indbyggere, der bor så tæt, at der er 144.000 mennesker pr. kvadratkilometer. Hong Kong er en hektisk by, der tiltrækker den internationale pengeverden i alle dens afskygninger. Men den tiltrækker også over 400.000 flygtninge hvert år. Det har givet briterne nogle problemer, som de dog for en dels vedkommende løser i den største - tyste - forståelse med Den kinesiske folkerepublik. Over 30.000 af de kinesiske flygtninge bliver årligt returneret i transporter, der, som filmen siger, ikke finder sted i officiel forstand.
Filmen er en montage af billeder fra Hong Kongs overfyldte flygtningelejre, fra narkomiljøer, som der er masser af, fra gaderne med nattelivets neonlys, fra pladsen, hvor "Bank of China" overgår den britiske bank i størrelse og fortællerne om kinesernes indlysende interesse i kronkolonien osv. Filmen indeholder også interviews med britiske soldater, der fortæller om deres flygtningefangsters metoder, og der er billeder fra fængsler, hvor flygtningene venter på at blive sendt hjem igen.